# Callistocythere asiatica
Callistocythere asiatica is een mosselkreeftjessoort uit de familie van de Leptocytheridae. De wetenschappelijke naam van de soort is voor het eerst geldig gepubliceerd in 1984 door Zhao.